# گلیز ۱۷۹
گلیز ۱۷۹ یک ستاره است که در صورت فلکی شکارچی قرار دارد.